# Kevin Nealon
Kevin Nealon (Bridgeport, 18 novembre 1953) è un attore, comico e produttore cinematografico statunitense.

## Biografia
È nato a Bridgeport nel Connecticut, figlio di Kathleen, una casalinga ed Emmett Nealon, un dirigente aziendale di velivoli. Alcuni mesi dopo la sua nascita, si trasferì con la famiglia a St. Louis, Missouri. Si è diplomato alla High School di St. Joseph nel 1971 e successivamente ha eseguito vari lavori part-time mentre recitava in una serie di monologhi dialoganti con il pubblico. Dal 1986 al 1995 è stato membro del cast del Saturday Night Live, per tre stagioni pure anchorman del notiziario satirico Weekend Update all'interno dello show.
Nel 2001 ha partecipato a Chi vuole essere un milionario a scopo benefico. Ha preso parte a molti film tra cui Caro Babbo Natale (1991), Cani dell'altro mondo (2003), L'asilo dei papà diretto da Steve Carr (2003), Agente Smart - Casino totale (2008), Zohan - Tutte le donne vengono al pettine (2008) e Alieni in soffitta (2009).

## Vita privata
È stato sposato dal 1989 al 2002 con l'attrice Linda Dupree. Il 3 settembre 2005 ha sposato l'attrice Susan Yeagley a Bellagio, in Italia e suo figlio è nato il 29 gennaio 2007 a Santa Monica.
È vegetariano da molti anni e attualmente vive con la famiglia nella regione metropolitana di Los Angeles.

## Filmografia

### Attore

#### Cinema
- Roxanne, regia di Fred Schepisi (1987)
- Caro Babbo Natale (All I Want for Christmas), regia di Robert Lieberman (1991)
- Teste di cono (Coneheads), regia di Steve Barron (1993)
- Jeffrey, regia di Christopher Ashley (1995)
- Un tipo imprevedibile (Happy Gilmore), regia di Dennis Dugan (1996)
- Prima o poi me lo sposo (The Wedding Singer), regia di Frank Coraci (1998)
- A morte Hollywood (Cecil B. Demented), regia di John Waters (2000)
- Little Nicky - Un diavolo a Manhattan (Little Nicky), regia di Steven Brill (2000)
- Heartbreakers - Vizio di famiglia (Heartbreakers), regia di David Mirkin (2001)
- Le avventure di Joe Dirt (Joe Dirt), regia di Dennie Gordon (2001)
- Il maestro cambiafaccia (The Master of Disguise), regia di Perry Andelin Blake (2002)
- Terapia d'urto (Anger Management), regia di Peter Segal (2003)
- L'asilo dei papà (Daddy Day Care), regia di Steve Carr (2003)
- Cani dell'altro mondo (Good Boy!), regia di John Robert Hoffmann (2003)
- Cocco di nonna (Grandma's Boy), regia di Nicholaus Goossen (2006)
- Zohan - Tutte le donne vengono al pettine (You Don't Mess with the Zohan), regia di Dennis Dugan (2008)
- Agente Smart - Casino totale (Get Smart), regia di Peter Segal (2008)
- Alieni in soffitta (Aliens in the Attic), regia di John Schultz (2009)
- Mia moglie per finta (Just Go with It), regia di Dennis Dugan (2011)
- Bucky Larson: Born to Be a Star, regia di Tom Brady (2011)
- Una notte in giallo (Walk of Shame), regia di Steven Brill (2014)
- Insieme per forza (Blended), regia di Frank Coraci (2014)
- Vite da popstar (Popstar: Never Stop Never Stopping), regia di Akiva Schaffer e Jorma Taccone (2016)
- Sandy Wexler, regia di Steven Brill (2017)
- Il padre dell'anno (Father of the Year), regia di Tyler Spindel (2018)

#### Televisione
- Top Secret (Scarecrow and Mrs. King) – serie TV, episodio 3x04 (1985)
- Saturday Night Live – sketch comedy, 170 episodi (1986-1999)
- Monsters – serie TV, episodio 3x07 (1990)
- The Edge – serie TV, 4 episodi (1992)
- The Larry Sanders Show – serie TV, 3 episodi (1993-1996)
- Troppi in famiglia (Something So Right) – serie TV, episodio 1x19 (1997)
- Disneyland – serie TV, episodio 1x14 (1998)
- Dharma & Greg – serie TV, episodi 2x10 e 3x01 (1998-1999)
- Una famiglia del terzo tipo (3rd Rock from the Sun) – serie TV, episodio 4x18 (1999)
- Oltre i limiti (The Outer Limits) – serie TV, episodio 5x16 (1999)
- The Norm Show – serie TV, episodio 2x18 (2000)
- Detective Monk – serie TV, episodio 1x05 (2002)
- The Rutles 2: Can't Buy Me Lunch, regia di Eric Idle – film TV (2003)
- Still Standing – serie TV, 5 episodi (2003-2006)
- Fat Actress – serie TV, episodio 1x03 (2005)
- Curb Your Enthusiasm – serie TV, episodio 5x04 (2005)
- Weeds – serie TV, 102 episodi (2005-2012)
- Til Death - Per tutta la vita ('Til Death) – serie TV, 6 episodi (2010)
- Jimmy Kimmel Live! – sketch comedy (2011)
- Hot in Cleveland – serie TV, episodi 3x18-3x19 (2012)
- Franklin & Bash – serie TV, episodio 2x01 (2012)
- Drunk History – serie TV, episodio 1x03 (2013)
- The League – serie TV, episodio 5x04 (2013)
- The Soul Man – serie TV, episodi 5x08-5x10 (2016)
- Papà a tempo pieno (Man with a Plan) – serie TV, 68 episodi (2016-2020)
- Room 104 – serie TV, episodio 4x05 (2020)

### Doppiatore
- Felidae, regia di Michael Schaack (1994)
- Dr. Katz, Professional Therapist – serie animata, episodio 3x04 (1996)
- Otto notti di follie (Eight Crazy Nights), regia di Seth Kearsley (2002)
- Glenn Martin - Dentista da strapazzo (Glenn Martin, DDS) – serie animata, 39 episodi (2009-2011)
- Mike Tyson Mysteries – serie animata, episodio 4x18 (2020)

## Doppiatori italiani
Nelle versioni in italiano delle opere in cui ha recitato, Kevin Nealon è stato doppiato da:
- Massimo Lodolo in Teste di cono, Preside in affitto
- Giorgio Locuratolo in Hiller and Diller, Detective Monk
- Massimo De Ambrosis in L'asilo dei papà, Terapia d'urto
- Sergio Lucchetti in Alieni in soffitta, Una notte in giallo
- Francesco Pannofino in Caro Babbo Natale
- Luca Dal Fabbro in Cani dell'altro mondo
- Pasquale Anselmo in Weeds
- Giorgio Lopez in Cocco di nonna
- Nicola Braile in Agente Smart - Casino totale
- Michele Gammino in Mia moglie per finta
- Vladimiro Conti in Bucky Larson: Born to Be a Star
- Mario Cordova in Insieme per forza

Da doppiatore è sostituito da:
- Nino Prester in Otto notti di follie
- Massimo Bitossi in Glenn Martin - Dentista da strapazzo